# Vito Ortelli
Vito Ortelli (Faenza, 1921. július 5. – Faenza, 2017. február 24.) olasz kerékpárversenyző.

## Pályafutása
1940 és 1950 között versenyzett. A legjobb eredménye a Giro d’Italia versenyen az 1946-os harmadik hely volt. Ebben az évben a hatodik szakaszt megnyerte továbbá a 7. és 12. szakasz között vezetett a versenyben. Három olasz bajnoki címet nyert. Kettőt üldözőversenyben (1945, 1946), egyet az országúti versenyszámban (1948).

## Sikerei, díjai
- Giro d’Italia
  - 3.: 1946
  - 4.: 1948
  - 12.: 1947
  - szakaszgyőzelmek: 1946 (6., Ancona – Chieti)
- Olasz bajnokság – üldözőverseny
  - bajnok: 1945, 1946
- Olasz bajnokság – országúti
  - bajnok: 1948
  - 2.: 1947
  - 3.: 1946
- Giro di Toscana
  - győztes: 1942
  - 3.: 1946
- Milánó–Torino
  - győztes: 1945, 1946
- Milánó–Sanremo
  - 2.: 1949
  - 6.: 1946
  - 8.: 1947
  - 15: 1943
- Giro della Romagna
  - győztes: 1948
  - 2.: 1946
- Giro del Piemonte
  - győztes: 1947
- Giro della Provincia di Reggio Calabria
  - 3.: 1950